# French Montana
French Montana, właśc. Karim Kharbouch (ur. 9 listopada 1984 w Casablance) – marokańsko-amerykański raper. Występował u boku takich wykonawców jak Rick Ross, DJ Khaled czy Jennifer Lopez.

## Życiorys
Karim urodził się w Maroku i do 13 roku życia wychowywał się w rodzinnej posiadłości w Casablance. Oboje jego rodzice to Marokańczycy, jego matka ma somalijskich przodków.
Rapował od wczesnej młodości.
W 1996, przeniósł się wraz z rodzicami i bratem do Nowego Jorku.

## Dyskografia
- Mac & Cheese 3 (2012)
- Excuse My French (2013)
- Jungle Rules (2017) – złota płyta w Polsce[3]
- Montana (2019)
- They Got Amnesia (2021)